# Ebola
Ebola (eng. Ebola virus disease (EVD) (hrv. virusna bolest ebola),  Ebola hemorrhagic fever (EHF) (hrv. krvareća ili hemoragijska groznica ebola) je bolest ljudi i primata koja je uzrokovana zarazom ebola virusom. Inkubacija traje između dva dana do tri tjedna. Simptomi bolesti su: groznica, bolovi u mišićima, glavobolja, grlobolja, kasnije slijede povraćanje,proljev i osip. Ebola uzrokuje smanjivanje rada bubrega i jetre, uz to smanjivanje rada bubrega i jetre slijede vanjska i unutrašnja krvarenja.
 Zaraza slijedi nakon što osobe ili primati dođu u dodir s krvi ili tjelesnih tekućina (npr. mlijeko, sluz, izmet, sperma, mokraća, pljuvačka...) zaražene osobe ili životinje.  Prenošenje preko zraka do sada nije zabilježeno.

## Povijest
Prvi slučajevi ebole zabilježeni su u Sudanu i Demokratskoj Republici Kongo   1976. i sve do 2013. godine od ove bolesti zaraženo je manje od 1000 ljudi godišnje. U prosincu 2013. godine u Gvineji pojavila se nova varijacija ebole koja je proširila zarazu na područja sljedećih država: Sierra Leone, Liberija i Nigerija.

## Prijenos
Virusom se može zaraziti nakon kontakta s krvlju ili tjelesnim tekućinama zaražene životinje (uglavnom majmuna ili tropskih šišmiša) ili zaražene osobe. Širenje bolesti putem zraka nije zabilježeno u prirodnom okolišu. Vjeruje se da su tropski šišmiši prijenosnici ebole, i da sami ne oboljevaju od tog virusa. Muški koji su preboljeli ebolu mogu prenositi bolest putem sperme gotovo dva mjeseca nakon zaraze.

## Dijagnoza
Kako bismo dobili točnu dijagnozu, potrebno je isključiti druge bolesti sa sličnim simptomima poput malarije, kolere i drugih viralnih hemoragijskih bolesti. Za potvrdu dijagnoze potrebno je testirati uzorke krvi na virusna antitijela, virusni RNK, ili sami virus.

## Liječenje
Ne postoji poseban postupak liječenja za ebolu niti postoji način razvijanja imuniteta prema bolesti preko cjepiva, jer cjepivo još nije razvijeno. Zaraženim osobama obično se daje oralna rehidracijska terapija (lagano slatku ili slanu vodu za piće) ili intravenozna tekućina. Bolest ima vrlo visoki mortalitet: često ubija između 50% i 90% zaraženih osoba.

## Sprječavanje širenja bolesti
Ebola se širi preko zaraženog mesa i kroz kontakt s tjelesnim tekućinama zaraženih životinja i ljudi.Širenje bolesti se može spriječiti karantenom, pravilnim uklanjanjem bolesnih životinja iz sistema  kao i pravilnom tehničkom obradom mesa. Nošenje zaštitne opreme (rukavice, maska, zaštitno odijelo) je potrebno kod obrade mesa te kod pristupa zaraženim osobama  Osobnom higijenom kao pranje ruku je nužna kod sprječavanje infekcije.  Osobe koje rade s uzorcima tjelesnih tekućina i tkivima tijela ljudi oboljelih od ebole moraju biti vrlo pažljivi oko njihovog rukovanja.